# Franck Barthélémy
Pour les articles homonymes, voir Barthélemy.
Franck Barthélémy, né le 16 avril 1965 à Dole, est un footballeur français des années 1980 et 1990. Formé à l'INF Vichy, il fait ses débuts en Division 1 avec le Stade rennais, mais passe l'essentiel de sa carrière en D2. À ce niveau, il joue durant six saisons au FC Gueugnon, avant de terminer sa carrière professionnelle à l'Amiens SC.

## Biographie
Né le 16 avril 1965 à Dole, Franck Barthélémy est formé à l'INF Vichy. Avec l'INF, il participe en 1984-1985 au Championnat de France de Division 3, saison durant laquelle il marque treize buts en l'espace de trente matchs. Repéré par le Stade rennais, il rejoint à l'été 1985 le club breton, qui vient de remonter en Division 1 après une saison à l'étage inférieur. Coéquipier de Barthélémy à l'INF Vichy, Yves Mangione suit le même chemin.
Évoluant au poste d'attaquant ou de milieu de terrain offensif au Stade rennais, il joue principalement durant deux saisons avec la réserve du club, en Division 3, marquant huit buts en près de cinquante apparitions à ce niveau,. Toutefois, le 2 août 1985, Franck Barthélémy fait ses débuts en Division 1 lors d'un match disputé par le Stade rennais face au Toulouse FC, remplaçant Guy Lacombe. Sous la direction de l'entraîneur Pierre Mosca, il dispute six rencontres à ce niveau, mais aucune disputée comme titulaire. À l'issue de la saison 1986-1987, le Stade rennais est relégué en Division 2, et procède à un large renouvellement de son effectif. Alors qu'un prêt de Barthélémy est évoqué, le joueur est finalement transféré au FC Gueugnon, un club évoluant en D2 depuis 1970.
Franck Barthélémy évolue durant six saisons au FC Gueugnon, toutes passées en Division 2, réussissant à s'y imposer comme un titulaire, et disputant plus de 170 matchs de championnat avec ce club bourguignon. En 1990-1991, il participe à l'épopée du FC Gueugnon en Coupe de France, atteignant les demi-finales de l'épreuve. Après avoir éliminé successivement quatre clubs de D2 (Chaumont, Alès, Tours et Niort), les Forgerons s'inclinent face à l'AS Monaco par cinq buts à zéro.
En 1993, Franck Barthélémy quitte Gueugnon pour rejoindre l'Amiens SC, club de National 1. Deuxième de son groupe derrière l'En Avant de Guingamp, le club picard obtient sa promotion en deuxième division. En 1994-1995, le joueur dispute ainsi la dernière saison de sa carrière à ce niveau, disputant dix-neuf matchs et marquant deux buts. Il quitte alors le football professionnel pour retrouver les rangs amateurs, en rejoignant l'AS Roanne.

## Statistiques
Le tableau suivant récapitule les statistiques de Franck Barthélémy durant sa carrière professionnelle,,.
| Saison                | Club                  | Championnat           | Championnat | Championnat | Coupe(s) nationale(s) | Coupe(s) nationale(s) | Total | Total |
| Saison                | Club                  | Division              | M.          | B.          | M.                    | B.                    | M.    | B.    |
| 1984-1985             | INF Vichy             | D3                    | 30          | 13          | 0                     | 0                     | 30    | 13    |
| 1985-1986             | Stade rennais FC      | D1                    | 5           | 0           | 1                     | 0                     | 6     | 0     |
| 1986-1987             | Stade rennais FC      | D1                    | 1           | 0           | 0                     | 0                     | 1     | 0     |
| 1987-1988             | FC Gueugnon           | D2                    | 30          | 2           | 0                     | 0                     | 30    | 2     |
| 1988-1989             | FC Gueugnon           | D2                    | 26          | 0           | 3                     | 0                     | 29    | 0     |
| 1989-1990             | FC Gueugnon           | D2                    | 19          | 1           | 2                     | 0                     | 21    | 1     |
| 1990-1991             | FC Gueugnon           | D2                    | 27          | 0           | 5                     | 0                     | 32    | 0     |
| 1991-1992             | FC Gueugnon           | D2                    | 33          | 0           | 0                     | 0                     | 33    | 0     |
| 1992-1993             | FC Gueugnon           | D2                    | 26          | 1           | 1                     | 0                     | 27    | 1     |
| 1993-1994             | Amiens SC             | N1                    | 32          | 5           | 0                     | 0                     | 32    | 5     |
| 1994-1995             | Amiens SC             | D2                    | 19          | 2           | 0                     | 0                     | 19    | 2     |
| Total sur la carrière | Total sur la carrière | Total sur la carrière | 248         | 24          | 12                    | 0                     | 260   | 24    |